# Roll with Me
| Recensione | Giudizio |
| ---------- | -------- |
| AllMusic   |          |

Roll with Me è il quarto album in studio della cantante britannica Natasha Bedingfield, pubblicato nel 2019.

## Tracce
Testi e musiche di Natasha Bedingfield e Linda Perry, eccetto dove indicato.
1. Kick It – 4:28
2. Roller Skate – 3:31
3. Everybody Come Together (feat. Angel Haze) – 3:05
4. Hey Papa – 3:36
5. King of the World – 3:39
6. It Could Be Love – 3:41 (Natasha Bedingfield, Linda Perry, Lisa Vitale)
7. Where We Going Now – 4:41
8. Can't Look Away – 2:43
9. Can't Let Go – 3:18
10. No Man I See – 3:27
11. Sweet Nothing – 3:13
12. I Feel You – 4:36
13. Wishful Thinking – 3:14
14. Real Love – 3:08
15. Roller Skate (acoustic; bonus track) – 3:44
16. Kick It (acoustic; bonus track) – 4:28
17. Everybody Come Together (acoustic; bonus track) – 3:16
18. King of the World (acoustic; bonus track) – 3:46